# Семёновка (Пятихатский район)
Семёновка (укр. Семенівка) — село,
Грушеватский сельский совет,
Пятихатский район,
Днепропетровская область,
Украина.
Код КОАТУУ — 1224581209. Население по переписи 2001 года составляло 233 человека .

## Географическое положение
Село Семёновка находится в 1-м км от села Цевки и в 1,5 км от села Ивашиновка.
Рядом проходит автомобильная дорога Т-0419.